# 拉赫季蘇丹國
拉赫季蘇丹國，又称阿布達利蘇丹國，存在於1919年—1963年，位于今也门南部。亞丁是其重要港口。
該国於1839年遭英國侵略。1919年时，拉赫季蘇丹國拥有部分自治权，但在英国保护国亚丁保护国的控制下，1956年—1963年，英國以拉赫季蘇丹國為主體，成立南阿拉伯聯邦，卻徹底失敗。后来，南阿拉伯聯邦演变为南葉門。